# Daniel Edelman (Unternehmer)
Daniel Joseph „Dan“ Edelman (* 3. Juli 1920; † 15. Januar 2013) war ein US-amerikanischer PR-Berater und Gründer der Kommunikationsagentur Edelman. Er gilt als einer der Pioniere moderner Public Relations.

## Werdegang
Edelman wuchs in einer jüdischen Familie in Manhattan auf. Dort absolvierte er die DeWitt Clinton High School in der Bronx. Danach studierte er an der Columbia University und schloss 1940 mit einem Master in Journalismus ab. Seine erste Stelle war die eines Sportreporters bei einer örtlichen Zeitung in Poughkeepsie. Seinen Militärdienst während des Zweiten Weltkrieges leistete er bei einer Abteilung für psychologische Kriegsführung bei den Streitkräften der Vereinigten Staaten. Nach dem Krieg war er Nachrichtenreporter bei Columbia Broadcasting System. Während dieser Zeit begann er mit dem Bewerben von Jazz-Musikern. 
1947 zog er nach Chicago und trat dort eine Stelle als PR-Manager für Produkte der Haarpflegemarke Toni Home Permanent Co an, die heute zu Gillette gehört. 
Am 1. Oktober 1952 gründete er seine eigene Agentur für Public Relations und Werbung, Edelman in Chicago. Edelman eröffnete danach weitere Büros in New York City und Los Angeles. 2017 war das Unternehmen mit 67 Niederlassungen und 6000 Beschäftigen die größte unabhängige PR-Agentur der Welt.
Edelman war verheiratet mit Ruth Ann Edelman (geb. Rozumoff). 1954 wurde sein Sohn und heutiger CEO von Edelman Richard Edelman geboren. 
Edelman verstarb 2013 an Herzversagen.